# Jacques Bertrand

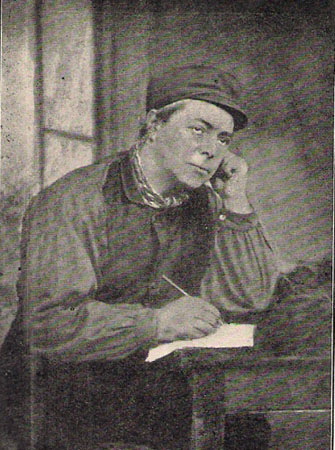
Portret Jacques Bertrand

Jacques Bertrand (volledige naam: Jacques-Léopold-Joseph Bertrand) (Charleroi, 18 november 1817 - aldaar, 30 juli 1884) was een Waalse zanger.

## Biografie

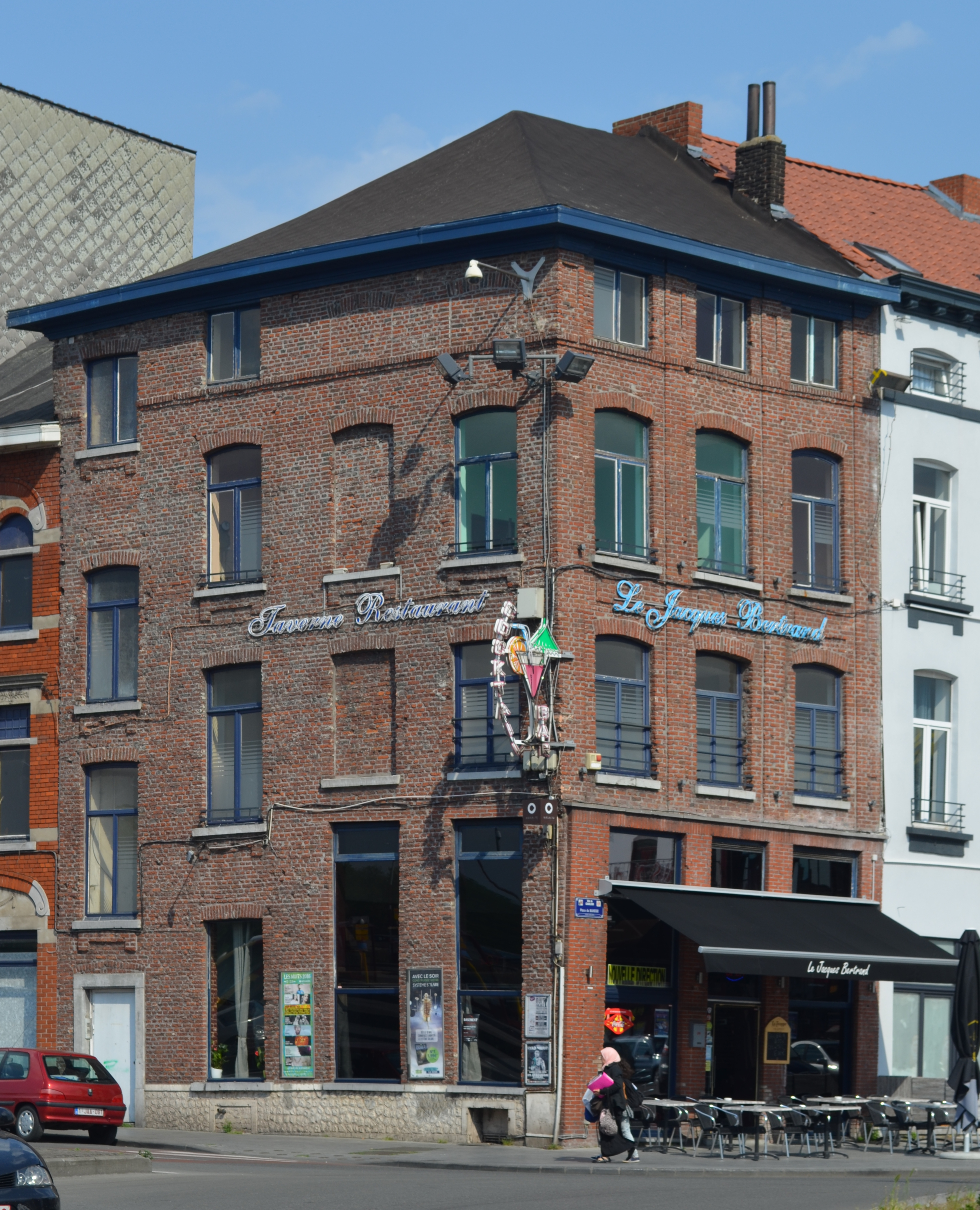
Café Jacques Bertrand in Charleroi

Blaise-Léopold-Joseph Bertrand was de vader van Jacques Bertrand en werd geboren in Chimay. Zijn moeder heette Marie Douriet en kwam uit een respectabel gezin. Jacques Bertrand werd geboren als oudste van vier jongens en zes meisjes. Ondanks zijn intelligentie stopte hij op tienjarige leeftijd met school en kreeg hij opleiding in het maken van stoelen. Na een rondreis door Frankrijk die twee jaar duurde, kwam hij terug met voldoende geld om zich te installeren in de rue Gustave Nalinne waar hij opgegroeid was. Van dan af begon hij veel te lezen en zich met muziek bezig te houden.
Op 11 mei 1848 trad Bertrand in het huwelijk met Pauline Emilie Quenne, de dochter van een bakker. Ze gingen wonen in het huis van zijn neef Albert Thibaut in de rue de l'Aigle Noir in Charleroi. Daar bleven ze 25 jaar en werden hun twee zonen, Jules en Léopold geboren. In 1873 liet hij een huis bouwen waarin hij een café opende dat weldra een ontmoetingsplaats voor de bons vivants werd. Het huis had ook een atelier voor het maken van stoelen.
Op 21 januari 1878 overleed zijn vrouw en twee jaar later zijn neef Thibaut (1815-1880). Wanneer hij zelf 68 was, begaf zijn hart het op 30 juli 1884 en stierf hij in Charleroi. Later werd een straat naar hem genoemd, de Boulevard Jacques Bertrand in Charleroi.

## Carrière

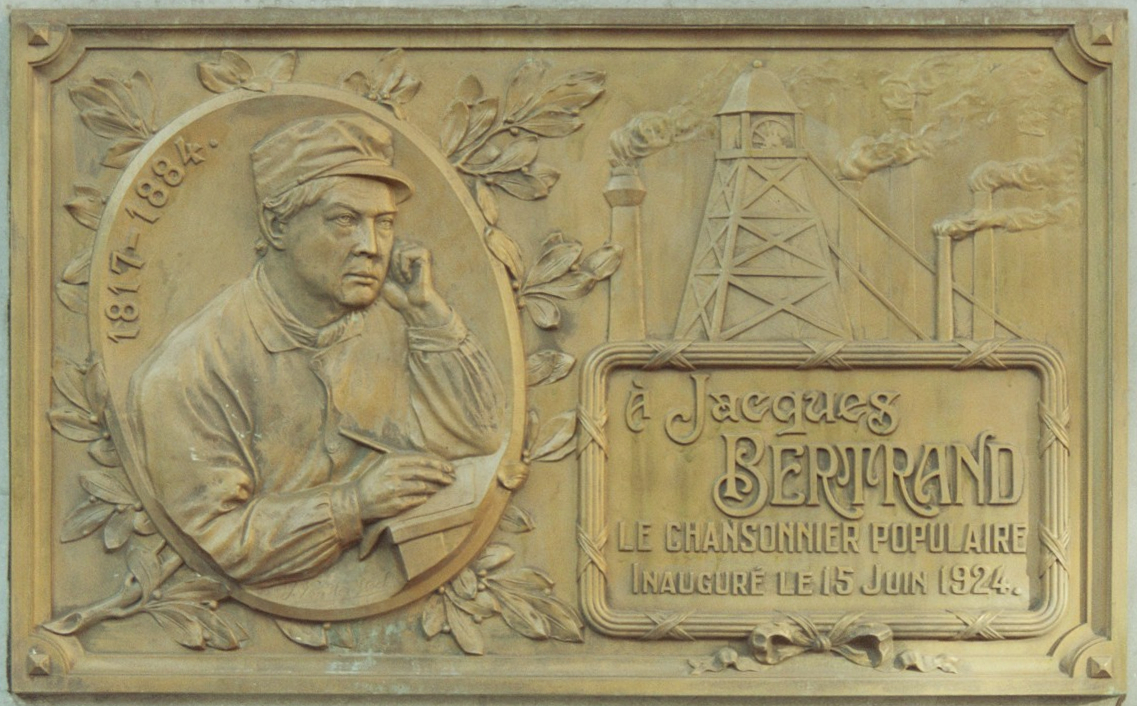
Gedenkplaat Jacques Bertrand in Charleroi

Kort na zijn huwelijk, wanneer Bertrand 30 was, begon hij tijdens het werk in zijn atelier muziek te schrijven. In 1851 ging hij samen met zijn neef Thibaut liefdadigheidsfeestjes animeren. In 1852 kreeg hij de kans mee te spelen in een theaterstuk. Zijn rol werd met zoveel applaus ontvangen dat dit het begin van zijn carrière vormde. Zijn eerste oeuvre was Les petites mizêres de Mine Chouflot, een komische monoloog in het Waals gemengd met Franse coupletten. Hierop volgden nog andere producties in het Waals en Frans.
Zijn muziek ging over het Charleroi van de tweede helft van de 19de eeuw, over de arbeiders en de mijnwerkers, hun problemen en hun werk.
- Library of Congress Control Number: no2015168622
- MusicBrainz: c8a26683-dd4b-4965-8f8f-08845e1ef1ca
- Virtual International Authority File: 242145542802596642003
- WorldCat: E39PBJjMBJDD8P4vJGG8p7CCwC